# FriesArchiefNet
Het FriesArchiefNet is een overheidswebsite, waarop een overzicht wordt gegeven van de inhoud van een groot aantal overheidsarchieven in de Nederlandse provincie Friesland.

## Beschrijving
Het FriesArchiefNet is een gemeenschappelijk project van de provincie Friesland (inclusief de archiefdienst daarvan, de opvolger van het voormalige Rijksarchief in Friesland), het Wetterskip Fryslân, het Historisch Centrum Leeuwarden, het Streekarchivariaat Noordoost Friesland en bijna dertig Friese gemeenten. De website werd in 2000 opgericht met de bedoeling de inhoud van de aangesloten Friese overheidsarchieven beter te ontsluiten en het publiek te stimuleren die te bestuderen. Op FriesArchiefNet wordt een overzicht gegeven van de inventarissen van deze archieven, alsmede van een aantal genealogische bronnen. De stukken zelf zijn vooralsnog echter niet via het internet te raadplegen: daartoe dienen de archieven zelf te worden bezocht. Het FriesArchiefNet biedt verder een Onderzoeksgids voor archieven van lagere overheden in Drenthe, Friesland en Groningen aan, die gratis kan worden gedownload.
In 2001, toen het FriesArchiefNet als tweede eindigde bij de jaarlijkse beoordeling van Nederlandse overheidswebsites, telde de website ongeveer 78.000 bezoekers. In 2006 waren dat er ruim 210.000.